# 東勢郷
東勢郷（ドンシー/とうせい-きょう）は台湾雲林県の郷。

## 歴史
東勢郷の住民の大部分は福建省からの移民の後裔である。乾隆中期に黄東とその家族は福建省晋江県よりこの地に移住し、その後も入植が続きほどなく一大集落が形成されたと伝わる。この集落が海口部落の東面に位置したことから「東勢厝」と命名されたとされている。
光緒11年には海豊堡麦寮総爺局がこの地に設置され彰化県の管轄下に置かれていた。日本による統治が開始されると、台中県北港弁事署の管轄となり、1900年に斗六庁北港支庁、1908年10月25日には斗六庁が嘉義庁に改められ、1915年2月27日には下湖口支庁が土庫支庁に、1920年7月27日には台南州虎尾郡海口庄と目まぐるしい制度改編にともない名称が変更された。
1945年に台湾が終戦を迎えると台南県虎尾区海口郷と改称され、1946年9月22日に海口郷より「東勢厝」地区が分割され東勢郷が誕生し、更に1950年10月25日に雲林県管轄とされ現在に至っている。

## 行政区
| 村                                                                                             |
| ---------------------------------------------------------------------------------------------- |
| 東南村、東北村、嘉隆村、程海村、龍潭村、安南村、新坤村、四美村、同安村、昌南村、月眉村、復興村 |

## 歴代郷長
| 代 | 氏名 | 任期 |
| -- | ---- | ---- |

### 国民中学
- 雲林県立東勢国民中学

### 国民小学
- 雲林県立東勢国民小学
- 雲林県立安南国民小学
- 雲林県立明倫国民小学
- 雲林県立同安国民小学
- 雲林県立龍潭国民小学

## 交通
| 種別 | 路線名称 | その他                    |
| ---- | -------- | ------------------------- |
| 省道 | 台78線   | 東西向快速道路 台西古坑線 |

## 観光
- 空軍十八将軍祠（中国語版）